# 셀레리나 스타츠역
셀레리나 스타츠역(Celerina Staz)은 스위스 그라우뷘덴주의 셀레리나 시정촌에 있는 기차역이다. 이 역은 래티셰 철도의 베르니나선에 위치하고 있다.
역에는 단일 관통 트랙과 역 건물이 있는 단일 플랫폼이 있다. 역에 사이딩이 있다.
셀레리나역은 셀레리나 마을에서 북쪽으로 900m 떨어져 있다.

## 운행편
다음 서비스는 셀레리나 스타츠에서 정차한다.
- 레기오 : 생모리츠와 티라노 사이를 매시간 운행한다.